# Rdeča brada
Rdeča brada (japonsko 赤ひげ, Hepburn Akahige) je japonski dramski film iz leta 1965, ki ga je režiral in montiral Akira Kurosava ter tudi sodeloval pri scenariju, ob njem pa še Masato Ide, Rjozo Kikušima in Hideo Oguni. Temelji na zbirki kratkih zgodb Akahige shinryōtan Šugoroa Jamamota, v manjši meri pa tudi na romanu Ponižani in razžaljeni Dostojevskega. Zgodba prikazuje odnos med mestnim zdravnikom in njegovim pripravnikom.
Film je bil premierno prikazan 3. aprila 1965 na Japonskem in 19. januarja 1966 v ZDA. Ukvarja se s temo socialne neenakosti ter Kurosavinima pogostima temama humanizma in eksistencializma. Naletel je na dobre ocene japonskih kritikov, nekateri so izpostavili določene podobnosti s filmom Živeti. Na Japonskem je bil finančno zelo uspešen in tudi razvpit zaradi spora med Kurosavo in igralcem Toširom Mifunejem, ki sta s tem filmom prekinila 16 filmov dolgo sodelovanje. Na Japonskem je osvojil nagrade za najboljši film revije Kinema Junpo, Mainičijevo filmsko nagrado in Burū Ribon Shō. Na zahodu pa ni bil tako uspešen pri kritikih in tudi finančno ne, toda sodobni kritiki gledajo nanj precej bolj pozitivno.

## Vloge
- Toširo Mifune kot dr. Kjodžo Niide (新出 去定, Niide Kyojo) oz. »Rdeča brada« (Akahige)
- Juzo Kajama kot dr. Noboru Jasumoto (保本 登, Yasumoto Noboru)
- Cutomu Jamazaki kot Sahači (佐八, Sahachi)
- Reiko Dan kot Osugi (お杉)
- Mijuki Kuvano kot Onaka (おなか)
- Kjoko Kagava kot nora ženska
- Tacujoši Ehara kot Genzo Cugava (津川 玄三, Tsugawa Genzo)
- Terumi Niki kot Otojo (おとよ, Otoyo)
- Akemi Negiši kot Okuni (おくに)
- Jošitaka Zuši kot Čodži (長次, Choji)
- Jošio Cučija kot dr. Handaju Mori (森 半太夫, Mori Handayu)
- Eidžiro Tono kot Goheidži
- Takaši Šimura kot Tokubei Izumija
- Čišu Rju kot g. Jasumoto
- Kinujo Tanaka kot ga. Jasumoto
- Kodži Micui kot Heikiči
- Haruko Sugimura kot Kin